# Csukás Kálmán
Vitéz  nemes zetényi Csukás Kálmán (Siómaros, 1901. december 13. – Ilovszkoje, 1943. január 19.) Magyar Királyi vezérkari alezredes.

## Életrajz
Régi nemesi családból származik, ősei 1499-ben nyertek nemességet a törökkel vívott hősies harcban, kiemelkedő bátorságukért. Édesapja református lelkipásztor volt, nemzetgyűlési képviselő.
Csukás Kálmán a négy középiskolai osztály elvégzése után katonai nevelőintézetbe került, a katonai főreáliskolát Budapest-Hűvösvölgyben fejezte be 1920-ban. Ezt követően a Ludovika Akadémiára jelentkezett, ahol tüzér szakkiképzést kapott és 1924. augusztus 20-án, évfolyamelsőként avatták hadnaggyá.
Nem sokáig maradt eredeti fegyverneménél – a repülés vonzotta. Kiváló eredményeket ért el mint sportrepülő. 1926-ban már képzett vadászpilóta. 1929–1932 között hadiiskolát végzett, százados lett és átkerült a vezérkarhoz. Mint vezérkari őrnagy, a szovjet fronton közvetlen elöljárója volt a kormányzóhelyettes Horthy Istvánnak. 1942. október 29-én a II. osztályú vaskereszt mellé megkapta a Magyar Érdemrend Lovagkeresztjét hadiszalagon kardokkal díszítve, valamint november 1-jétől vk. alezredessé léptették elő.
1943. január 19-én az ilovszkojei repülőtér parancsnokaként, az üzemképes repülőgépeket, repülőbajtársait hazaküldte, ő maga az oroszok által körbevett területen maradt. A vezérkarral minden kapcsolata megszakadt, ezért a dandárjának példát mutatva, 400 önkéntes katonája élén megpróbált kitörni a  szovjetek gyűrűjéből. Egy páncélos jármű parancsnoki állásában érte a halál, egy gránát repesz a nyakát, a géppuska-zárótűz a mellkasát találta el. A négyszáz hősből csak néhányan tértek vissza a dandárhoz. Másnap a dandár teljes létszámmal kísérelte meg a kitörést, amely sikerrel járt.
Az anyaországban lévő pilótái semmit sem tudtak róla, érdeklődésükre a hadügy kitérő választ adott. Halálának hírét a Pesti Hírlap csak február 9-én közölte. Végső nyughelye jelöletlen sírban, orosz földön van.
Halála után Horthy kormányzó vitézzé nyilvánította, ezredessé léptette elő és a Magyar Érdemrend hadidíszítményes és kardos Tisztikeresztjével tüntette ki.